# William Kenneth Kiernan
Pour les articles homonymes, voir William Kiernan et Kiernan.
William Kenneth Kiernan (25 juillet 1916-26 août 1997) est un homme politique canadien en Colombie-Britannique. Il est député provincial créditiste de Chilliwack de 1952 à 1972. 
Il siège au cabinet du premier ministre W. A. C. Bennett aux poste de ministre de l'Agriculture d'août 1952 à septembre 1956, ministre du Transport commercial de décembre 1963 à mars 1964, ministre des Loisirs et de la Conservation de décembre 1963 à septembre 1972 et ministre du Tourisme de mars 1967 à septembre 1972.

## Biographie
Né à Rivière-la-Paix en Alberta, Kiernan étudie sur place et à Victoria en Colombie-Britannique.
Kiernan meurt à Delta en août 1997 à l'âge de 81 ans,.